# Dylan Penn
Dylan Penn est une actrice américaine et mannequin, née en 1991, fille de Robin Wright et Sean Penn. Elle a un frère, Hopper Penn.

## Filmographie
Sauf indication contraire, les informations mentionnées dans cette section peuvent être confirmées par la base de données cinématographiques IMDb,  présente dans la section « Liens externes ».
- 2015 : Condemned d'Eli Morgan Gesner : Maya
- 2016 : Elvis and Nixon de Liza Johnson : Diane
- 2021 : Flag Day de Sean Penn : Jennifer Vogel

Prochainement
- 2022 : Tramp de Michael Sutherland

### Clip
- 2014 : Chains de Nick Jonas

## Distinction
- Festival du cinéma américain de Deauville 2021 : Prix Nouvel Hollywood